# Nihat Bekdik
Nihat Asım Bekdik (né le 17 mars 1902 à Constantinople, à l'époque dans l'Empire ottoman, aujourd'hui Istamboul en Turquie, et mort le 21 juin 1972 dans la même ville) est un joueur de football international turc, qui évoluait au poste de défenseur, avant de devenir ensuite entraîneur.

## Biographie

### Carrière de joueur

#### Carrière en sélection
Avec l'équipe de Turquie, il joue 21 matchs (pour un but inscrit) entre 1923 et 1932. Il joue son premier match en équipe nationale le 26 octobre 1923 contre la Roumanie et son dernier le 11 avril 1932 contre la Bulgarie.
Il figure dans le groupe des sélectionnés lors des Jeux olympiques de 1924 et de 1928. Il joue un match face à la Tchécoslovaquie lors du tournoi olympique de 1924 et un match face à l'Égypte lors du tournoi de 1928.

## Galerie de photographies

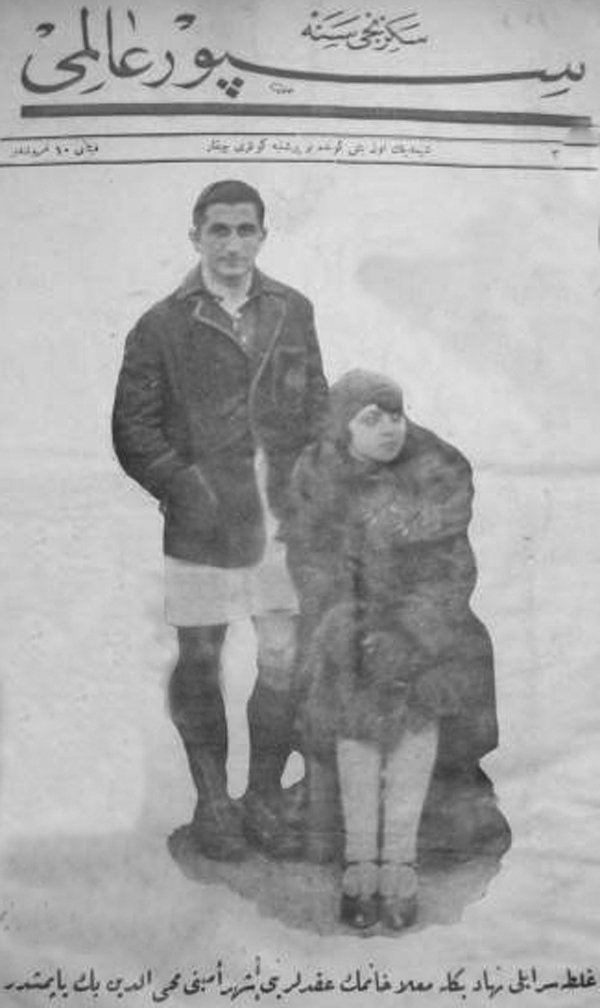
Bekdik en 1926.
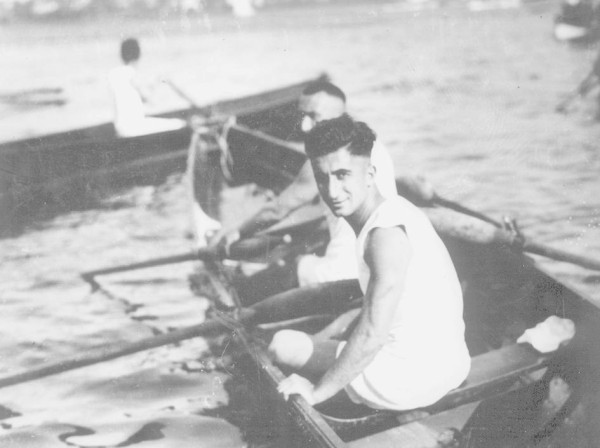
Bekdik au championnat d'Istanbul d'aviron le 3 août 1933.